# Игоне, Филипп
Филипп Игоне (фр. Philippe Higonet; 1782–1859) — французский военный деятель, полевой маршал (1823 год), барон де Перак (фр. Baron de Peyrac; 1820 год).

## Биография
Родился в семье главного аптекаря Жозефа Игоне (фр. Joseph Higonet; 1740—1826) и его супруги Марии Массабюо (фр. Marie Massabuau). Его старший брат Жозеф Игоне погиб в сражении при Ауэрштедте в звании полковника.
20 апреля 1804 года поступил на военную службу солдатом 4-го полка лёгкой пехоты. 24 марта 1805 года, будучи уже младшим лейтенантом, переведён в 108-й полк линейной пехоты под начало своего старшего брата Жозефа. В новом полку получил должность старшего аджюдана. Принимал участие в Австрийской кампании 1805 года. 8 ноября отличился в сражении у моста в Мариацелле, где его полк захватил 200 пленных, а его поведение было описано как «смелое и блестящее». 2 декабря он вновь заявил о себе в сражении под Аустерлицем, где был ранен пулей в правое бедро. За успешную кампанию был произведён в капитаны. 14 октября 1806 года в сражении при Ауэрштедте демонстрирует мастерство и дерзость, когда атакует во главе 400 солдат деревню Досвиц, защищаемую тремя орудиями и гарнизоном в 1200 человек, которые все были перебиты или захвачены в плен. В этом же сражении смертью храбрых пал Жозеф. 8 февраля 1807 года в сражении при Эйлау ранен пулей в левую ногу и сильно контужен в нижнюю часть живота. 22 апреля 1809 года получил пулевое ранение в левое бедро в сражении при Экмюле. 22 июня 1809 года переведён с чином капитана в 1-й полк пеших гренадер Императорской гвардии. Принимал участие в Русской кампании 1812 года. 8 октября 1812 года произведён во вторые майоры. Во время отступления Великой Армии сильно обморозил ноги и получил отпуск для излечения.
13 марта 1813 года возвратился к активной службе с назначением в 108-й полк линейной пехоты. В составе 13-го армейского корпуса маршала Даву с сентября принимал участие в обороне Гамбурга. С 23 ноября 1813 года командовал Фортом Звезды. 1 марта 1814 года произведён в полковники и возглавил 44-й полк линейной пехоты. Храбро оборонял форты крепости и передовой пост на линии Альтоны. В письме от 16 февраля 1814 года маршал Даву отозвался о нём как об «одном из самых блестящих офицеров в армии».
При первой Реставрации назначен 12 марта 1815 года временным командующим департамента Аверон. Во время «Ста дней» присоединился к Императору, и 11 апреля 1815 года возглавил сперва 10-й линейный, а 2 мая – 108-й. Участвовал в Бельгийской кампании. Был дважды контужен в сражении 16 июня при Катр-Бра. 18 июня при Ватерлоо получил два удара пикой. По личному разрешению Императора отказался от присяги, присоединился к Людовику XVIII и после второй Реставрации занимал с 19 августа 1815 года пост полковника Легиона департамента Канталь.
8 июня 1816 года женился на Огюстине де Жужаль де Перак де Вейян (фр. Augustine de Jujeals de Peyrac de Veillan; 1783—1867), дочери барона. Пара детей не имела. С 1823 года участвовал в Испанской экспедиции во главе 9-го полка линейной пехоты. 11 августа 1823 года получил звание полевого маршала в награду за проявленную храбрость во время осады Памплоны. 28 сентября 1823 года добился капитуляции Сан-Себастьяна. В марте 1825 года возвратился во Францию и занял пост генерального инспектора пехоты. 17 ноября 1827 года стал членом Палаты депутатов от департамента Канталь, защищал интересы сельского хозяйства, ходатайствовал об отмене солевого налога. 24 июля 1828 года возглавил 2-ю экспедиционную бригаду, и принял участие в экспедиции генерала Мезона в Грецию с целью принуждения к миру. Принял город Пилос от турецко-египетских оккупационных войск Ибрагима-паши 7 октября 1828 года, затем взял у них «Замок Мореи» в Патрах 30 октября 1828 года. В последнем городе, где он пробыл несколько месяцев, Филипп учредил медицинские комиссии для освобождённого, но страдающего греческого населения и даже сумел в декабре 1828 года сдержать эпидемию чумы, разразившуюся в горных деревнях Калаврита и Врачни. В конце концов он покинул греческую землю после четырёх месяцев миссии на Пелопоннесе, 9 января 1829 года, Грецию была полностью освобождена от оккупантов. В феврале 1829 года возвратился во Францию и был принят королём Карлом X, который сказал ему: «Генерал, я благодарю вас за службу Франции».
После Революции июля 1830 года отказался от депутатского мандата 12 августа 1830 и полностью посвятил себя модернизации сельского хозяйства своего департамента и став президентом Сельскохозяйственного общества Канталь. 30 мая 1848 года вышел в отставку. Поддержал кандидатуру Луи-Наполеона Бонапарта на президентских выборах в декабре 1848 года, но отказался принести ему присягу после совершенного им государственного переворота 2 декабря 1851 года. Умер 12 февраля 1859 года в замке Верак в возрасте 76 лет.

## Воинские звания
- Капрал (16 мая 1804 года);
- Сержант (30 июня 1804 года);
- Младший лейтенант (9 февраля 1805 года);
- Капитан (4 января 1806 года);
- Капитан гвардии (22 июня 1809 года);
- Майор (8 октября 1812 года);
- Полковник (1 марта 1814 года);
- Полевой маршал (11 августа 1823 года).

## Награды
Легионер ордена Почётного легиона (14 мая 1806 года)
 Кавалер военного ордена Святого Людовика (26 августа 1814 года)
 Офицер ордена Почётного легиона (1816 год)
 Высший Офицер испанского ордена Святого Фердинанда (1823 год)
 Командор ордена Почётного легиона (8 июня 1824 года)
 Командор военного ордена Святого Людовика (22 февраля 1829 года)
 Командор греческого Ордена Спасителя (1834 год)